# Galiugàievskaia
Galiugàievskaia (en rus: Галюгаевская) és un poble (una stanitsa) del krai de Stàvropol, a Rússia, que el 2019 tenia 2.622 habitants. Pertany al districte rural de Kurskaia.